# Swimming Pools (Drank)
A Swimming Pools (Drank) Kendrick Lamar amerikai rapper dala, amely 2012. július 31-én jelent meg, a Top Dawg, az Aftermath és az Interscope kiadókon keresztül, mint az első kislemez Lamar debütáló albumáról, a Good Kid, M.A.A.D Cityről (2012). A számot Lamar és Tyler Williams írta, az utóbbi volt a producere. A dal, amelyet Dr. Dre és Derek Ali kevert, Lamar első mainstream sikere volt. 17. helyig jutott a Billboard Hot 100-on, 13. hetében. A 100. helyen debütált megjelenése után, majd 55. és 33. volt, mielőtt elérte volna legmagasabb pozícióját. A Swimming Pools (Drank) ezek mellett Lamar első dala volt, amely szerepelt a Brit kislemezlistán, ahol 63. lett.
A videóklip 2012 augusztusában jelent meg. A dal szerepelt a 2013-as Saints Row IV videójátékban, illetve a Grand Theft Auto V 2014-es újrakiadásában, a Radio Los Santos rádióállomáson. Ezek mellett helyet kapott A Grace klinika egyik epizódjában, annak 10. évadában. 2013. január 26-án Lamar előadta a dalt a Saturday Night Live-on, a Poetic Justice kislemezével együtt. A videóklipjét jelölték a Legjobb férfi videó és a Legjobb hiphopvideó díjakra a 2013-as MTV Video Music Awardson. Az 56. Grammy-gálán jelölték a dalt a Legjobb rap teljesítmény kategóriában.

## Háttér
A kislemez önelemző, Lamar családjáról és életéről szól, alkoholizmusról és az ahhoz kapcsolódó nyomásról a kortársaira. Az első versszakban visszaemlékszik nagyapjának alkoholproblémájára és az abból eredő halálára, illetve az indokokra, amelyek végül Lamar alkoholizmusához vezettek. Elmondja az italért való vágyakozást kortársainak szemszögéből is, illetve a közösségi nyomást, hogy ő is elkezdjen alkoholt fogyasztani. A második versszakban Lamar, ekkor már részegen saját öntudatával beszélget, amely megpróbálja felkelteni a figyelmét, hogy „meg fog fulladni valami méregben.” Az utolsó versszakra Lamar elfogadja sorsát és, hogy „valószínűleg aludni fog és soha se fog felébredni.”
Az dal albumon szereplő extended verzióján szerepel egy közjáték és egy beszélgetés is hallható rajta, amely segíti a az album koncepciójának az építését. Ezen a ponton Lamar már részeg és le akarja nyűgözni társait, ismét az albumon szerelmeként szereplő Sherane-re gondol, mielőtt leírna egy lövöldözést Lamar barátai és azok bandariválisai között, amelyben egyik barátját, Dave-et megölik. A Swimming Pools (Drank) a good kid, m.A.A.d city album vezető kislemeze és összességében a másodikja, a The Recipe után.

## Videóklip
A dal videóklipjét, amelyet Jerome D rendezett, 2012. augusztus 3-án adták ki a 106 & Parkon. A Rolling Stone a következőt írta a videóklipről: „Az új videójában a Swimming Pools (Drank)-hez Kendrick Lamar dacol a gravitáció ellen, lebegve egy űrben, ahogy likőr üvegek repülnek el mellette és belecsapódnak a plafonba. A rapper önelemzővé válik egy bágyadt zenei alapon, végiggondolva az alkoholfogyasztás előnyeit és hátrányait, illetve az önbizalmat, amellyel az felruházza a fogyasztót. Lamar a videó nagy részében egyedül rappel, de néha bevillan egy-egy kép egy alkohollal teli partiról.”

## Kereskedelmi teljesítménye
A kiadása utáni első hetében a dal a 100. helyen debütált a Billboard Hot 100-on és még egy hétig a listán maradt, majd két héttel később egy kihagyás után visszatért a Hot 100-ra is minden héten egyre magasabbra került, a 90. helyről 81-re, 71-re, majd a 61. pozícióra. Tizedik hetére a dal 55. lett, majd a következő hétre elérte a 40 legmagasabb pozíciót, a 32. helyen. A következő két hétben 25., majd végül 17. lett. A Brit kislemezlistán a dal 63. lett, egy hétig maradt az első 100 hely egyikén. A dal Lamar harmadik legmagasabb helyet szóló dala a DNA. és a HUMBLE. mögött a Billboard Hot 100-on és a Brit kislemezlistán (a Fuckin’ Problems és a Bad Blood közreműködéseket nem figyelembe véve).

## Díjak és jelölések
| Év   | Díjátadó                         | Kategória                   | Eredmény | For.   |
| ---- | -------------------------------- | --------------------------- | -------- | ------ |
| 2013 | BET Awards                       | Coca-Cola: Nézők választása | Jelölve  | [ 8 ]  |
| 2013 | MTV Video Music Awards           | Legjobb hiphopvideó         | Jelölve  | [ 9 ]  |
| 2013 | MTV Video Music Awards           | Legjobb férfi videó         | Jelölve  | [ 9 ]  |
| 2013 | MTV Video Music Awards Japan     | Legjobb hiphopvideó         | Jelölve  |        |
| 2014 | ASCAP Rhythm & Soul Music Awards | Díjazott R&B/hiphopdalok    | Elnyerte |        |
| 2014 | ASCAP Rhythm & Soul Music Awards | Díjazott hiphopdalok        | Elnyerte |        |
| 2014 | 56. Grammy-gála                  | Legjobb rap teljesítmény    | Jelölve  | [ 10 ] |

## Számlista
| 1. | Swimming Pools (Drank) | Kendrick Duckworth Nikhil Seetharam Tyler Williams | 4:07 |

| 9. | Swimming Pools (Drank) (Extended Version) | Kendrick Duckworth Nikhil Seetharam Tyler Williams | 5:13 |

| 17. | Swimming Pools (Drank)                     | Kendrick Duckworth Nikhil Seetharam Tyler Williams                | 4:07 |
| 19. | Swimming Pools (Drank) (Black Hippy Remix) | Duckworth Williams Herbert Stevens IV John McKinzie Quincy Hanley | 5:14 |

## Remixek
A hivatalos remixet a Black Hippy csoporttal (Ab-Soul, Jay Rock és Schoolboy Q), illetve Bruno Mars, Travis Scott, T.I., 2 Chainz és Ayo & Teo közreműködésével kiadták bónusz dalként a Good Kid, M.A.A.D City Targetben eladott deluxe kiadásán, illetve kislemezként. 2013. március 14-én Dev Hynes producer feltöltötte a dal újragondolt verzióját SoundCloudra, Lay Down in Swimming Pools címen. Hynes később a következőt mondta a dalról: „Most fejeztem be az új dalok felvételét Mutya, Keisha and Siobhannal és a lányok elkészítették ezt az utolsó felvételek végén.” Lloyd és August Alsina szintén kiadták saját verziójukat. Ezek mellett a BTS tagjai Jin, Suga és RM felhasználta a dal teljes zenei alapját a School Of Tears című számukban.

## Slágerlisták
| Slágerlista (2012–2013)              | Legmagasabb pozíció |
| ------------------------------------ | ------------------- |
| Ausztrália (ARIA)                    | 67                  |
| Belgium (Ultratip Flanders)          | 19                  |
| Belgium (Ultratip Wallonia)          | 43                  |
| Kanada (Canadian Hot 100)            | 99                  |
| Franciaország (SNEP)                 | 59                  |
| Brit kislemezlista (OCC)             | 57                  |
| Brit R&B-lista (OCC)                 | 11                  |
| US Billboard Hot 100                 | 17                  |
| US Adult R&B Songs (Billboard)       | 39                  |
| US Hot R&B/Hip-Hop Songs (Billboard) | 3                   |
| US Hot Rap Songs (Billboard)         | 3                   |
| US Rhythmic (Billboard)              | 4                   |

| Év   | Slágerlista                          | Pozíció |
| ---- | ------------------------------------ | ------- |
| 2012 | US Hot R&B/Hip-Hop Songs (Billboard) | 90      |
| 2012 | US Rap Songs (Billboard)             | 48      |
| 2012 | Triple J Hottest 100, 2012           | 71      |
| 2013 | US Billboard Hot 100                 | 79      |
| 2013 | US Hot R&B/Hip-Hop Songs (Billboard) | 17      |
| 2013 | US Rap Songs (Billboard)             | 13      |
| 2013 | US Rhythmic (Billboard)              | 27      |
| 2019 | Portugália (AFP)                     | 1832    |

## Minősítések
| Régió                    | Minősítés  | Példányszám |
| ------------------------ | ---------- | ----------- |
| Dánia (IFPI Denmark)     | Platina    | 90,000      |
| Egyesült Államok (RIAA)  | 4× Platina | 4,000,000   |
| Egyesült Királyság (BPI) | Platina    | 600,000     |
| Németország (BVMI)       | Arany      | 150,000     |

## Kiadások
| Régió              | Dátum                | Formátum           | Kiadó                    | For.   |
| ------------------ | -------------------- | ------------------ | ------------------------ | ------ |
| Egyesült Államok   | 2012. július 31.     | digitális letöltés | - Aftermath - Interscope | [ 37 ] |
| Egyesült Királyság | 2012. szeptember 30. | digitális letöltés | - Aftermath - Interscope |        |

## Feldolgozások
- a BTS tagjai Jin, Suga és RM felhasználta a dal teljes zenei alapját a School Of Tears című számukban.
- a dalt feldolgozta a Strawberry Girls 2013-ban.
- 21 Savage és Metro Boomin felhasználta a dal részleteit No Heart című dalukon.
- Mutya, Keisha and Siobhan kiadta a dal feldolgozását Lay Down in Swimming Pools címmel.